# HD DVD
O HD DVD (High Density Digital Versatile Disc - Disco Digital Versátil de Alta Densidade ou High Definition Digital Video Disc - Disco Digital de Vídeo de Alta Definição) foi um formato de mídia óptica digital, desenvolvido como sendo o primeiro padrão de vídeo de alta definição. HD DVD é similar ao seu competidor, o disco Blu-ray, que também utiliza o mesmo tamanho de disco óptico (120 mm de diâmetro) de mídia de compartimento óptico de dados e 405 nm leitura de ondas de laser azul,com capacidade máxima de 30 Gigabytes. Acabou por ser destronado pelo Blu-ray.
O HD DVD foi promovido pela, NEC, Sanyo e posteriormente recebeu o apoio da Microsoft, HP e Intel. O HD DVD foi apoiado agora por um grande estúdio de Hollywood, a Universal Studios. A Universal apoiou em exclusivo o HD DVD. Em novembro de 2006, a Microsoft lançou o HD DVD para seu console de video game Xbox 360 (propriamente nativo), compatível também com PCs e MACs via porta USB com qualquer dispositivo externo de leitura do mesmo. Na CES 2006, as companhias de estúdio disseram que lançariam mais de 200 títulos que foram habilitados pelo formato até o final do ano de 2006. Em 31 de março de 2006, a Toshiba lançou o primeiro HD DVD Player no Japão por 934 dólares. O HD DVD foi lançado nos Estados Unidos em 18 de abril de 2006.
Algumas fontes supunham que a venda de produtos que utilizam o formato estaria próxima do fim.
O que se concretizou a partir de 2008, com a decisão da Toshiba de descontinuar a produção de leitores de HD DVD. O mercado acabou adotando como padrão para vídeo de alta definição o Blu-ray.

## História

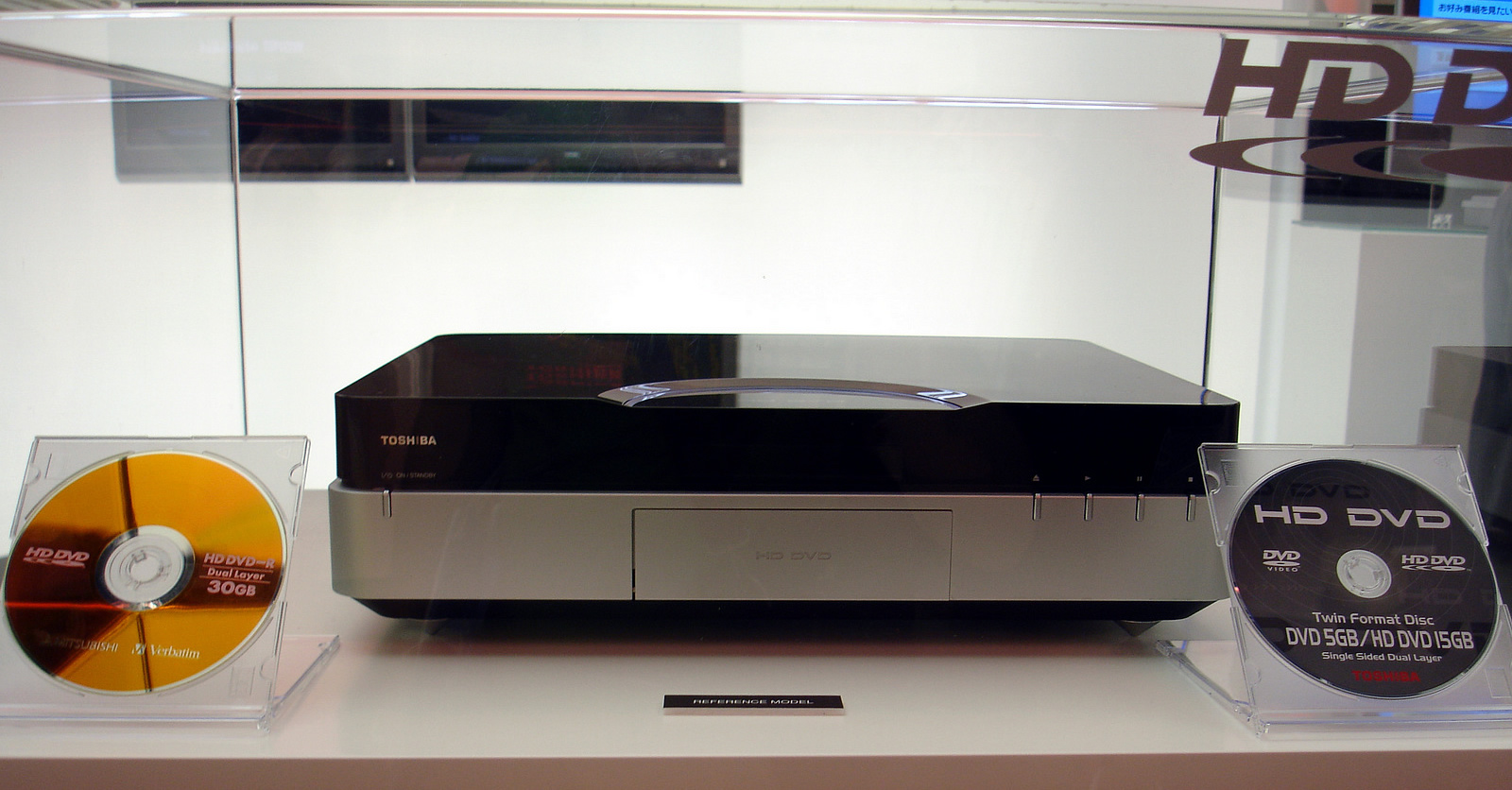
Leitor de HD-DVD

Em 19 de Novembro de 2003, o Fórum DVD decidiu numa votação de 7 a 8 votos que o HD DVD será o sucessor HDTV do DVD. Nessa reunião, renomearam o HD DVD, quando fora chamado anteriormente de AOD *Disco Óptico Avançado*, Blu-Ray foi criado fora do Fórum DVD e nunca foi submetido as considerações do fórum. Isso apesar de tudo, não é uma surpresa na briga anterior entre DVD-R/RW vs. DVD+R/RW. O Fórum DVD focou os consumidores eletrônicos e o mercado de desenvolvimento japonês (aonde os consumidores eletrônicos são muito fortes). A Aliança DVD+RW investiu mais no mercado de PC do que as tecnologias de formatos diferentes, através do controle chamado "Mount Rainier" (não-lançado).
A especificação padrão do HD DVD-ROM e HD DVD-RW é a versão 1.0. A especificação do HD DVD-R é padrão em 0.9. Os primeiros dispositivos de HD DVD ROM foram mostrados em 2004, e a produção em massa iniciou em 2005. O lançamento do produto tanto para os consumidores eletrônicos quanto para PCs ocorreu em 2006. A decisão de descontinuar o formato foi anunciada em 17 de fevereiro de 2008.

## Vista Geral
O HD DVD tem a capacidade simples de 15 GB e capacidade dupla camada de 30 GB. A Toshiba anunciou que um disco de camada tripla está em fase de pesquisa e desenvolvimento, que poderá oferecer 45 GB de compartimento, pouco menos que o concorrente Blu-Ray. A superfície de cada camada de um HD DVD é de 0,6 mm, o mesmo do tamanho do DVD porém, 0,1 mm a menos do que a camada de um disco Blu-ray. A abertura numérica do cabeçote de feixe óptico tem 0,65 mm, comparado aos 0,6 mm do DVD. Ambos formatos serão compatíveis com o DVD e ambos serão utilizados assim como as técnicas de vídeo compressão: MPEG-2. Video Codec 1 (vc1, baseado no formato do Windows Media 9) e H.264/ MPEG-4 AVC.
| Tamanho físico       | Capacidade de camada única | Capacidade de dupla camada | Capacidade de tripla camada |
| -------------------- | -------------------------- | -------------------------- | --------------------------- |
| 12 cm, de um lado    | 15 GB                      | 30 GB                      | 45 GB, 51 GB                |
| 12 cm, de dois lados | 30 GB                      | 60 GB                      | 90 GB                       |
| 8 cm, de um lado     | 4.7 GB                     | 9.4 GB                     |                             |
| 8 cm, de dois lados  | 9.4 GB                     | 18.8 GB                    |                             |

## Estrutura comum do disco
Há muitas vantagens pelo fato dos discos HD DVD terem o mesmo tamanho do que os DVD comuns. A compatibilidade será possível para todos os HD DVD players permitindo aos consumidores que precisem de apenas um player em suas casas para tocar HD DVD e DVD (também será possível no Blu-Ray). A companhia de replicação de DVD continuará usando o mesmo equipamento de produção com mínimas alterações quando modificar para o formato HD DVD. Devido a estrutura de cabeçote de lente simples ótica, ambos diodos de laser azul e vermelhos serão usados em menor escala, em mais compactos HD DVD players. Adicionalmente existe um híbrido HD DVD que contém versões HD DVD e DVD do mesmo filme em um único disco, providenciando uma tênue transição para os estúdios em termos de publicação de filmes.

## Laser Azul-Violeta
O HD DVD utiliza um laser azul-violeta de 400 nm para ler informação dos discos enquanto que o DVD utiliza um laser vermelho de 650nm.(O Blu-Ray usa um laser Azul-violeta de 405 nm).
A pequena duração de ondas reduz a refração e mantém o tamanho menor do laser. Isso permite que os arquivos sejam lidos com alta densidade na superfície do disco. Enquanto DVD e HD DVD possuam o mesmo tamanho físico, a habilidade de armazenar arquivos em alta densidade resulta num maior espaço total de capacidade de armazenamento.

## Índice interativo
HD DVD usam um formato iHD interativo desenvolvido pela Toshiba e Microsoft que permite um conteúdo interativo que são autorizados pelos discos.

## Primeiros filmes lançados
Os Primeiros filmes lançados no dia 18 de Abril de 2006 foram O Último Samurai, O Fantasma da Ópera e Million Dollar Baby pela Warner Home Video e Serenity pela Universal Studios. Até 26 de Dezembro de 2006, 130 filmes foram lançados nos Estados Unidos e 61 no Japão.

## Primeirosplayerslançados
Em 31 de março de 2006, a Toshiba lançou o primeiro HD DVD Player no Japão por 934 dólares. O HD DVD foi lançado nos EUA em 18 de abril de 2006. Foi visto que houve um esgotamento do aparelho tanto nos EUA quanto no Japão.

## Declínio
Em 17 de fevereiro de 2008, a Toshiba, única empresa que ainda defendia o HD-DVD, anunciou planos para descontinuar o desenvolvimento, comercialização e fabricação de players HD DVD, enquanto continuaria a fornecer suporte ao produto e serviço pós-venda aos consumidores do formato (incluindo atualizações de firmware). A empresa citou "as recentes mudanças no mercado". Os embarques de máquinas de HD DVD para os varejistas foram reduzidas e, finalmente, pararam até meados de março de 2008.

### Tecnologia de discos alternativos
- Blu-ray Disc - Concorrente principal do padrão HD DVD
- Enhanced Versatile Disc - padrão criado na China
- Forward Versatile Disc - padrão criado em Taiwan
- Versatile Multilayer Disc
- Fluorescent Multilayer Disc
- Digital Multilayer Disk
- HVD - Uma proposta de novo padrão de discos, que sucederá o HD DVD e o Blu-ray
- CH-DVD - Proposta chinesa para filmes em alta definição na China